# Liste der Ehrensenatoren der Technischen Universität Wien
Die Liste der Ehrensenatoren der Technischen Universität Wien listet alle Personen auf, die von der Technischen Universität Wien die Würde des Ehrensenators verliehen bekommen haben, chronologisch sortiert nach dem Jahr der Verleihung.

## Ehrensenatoren

### Technische Hochschule Wien (Verleihungen 1944 bis September 1975)
- 1944: Eduard Dolezal, Heinrich Goldemund, Karl Kobes
- 1956: Hans Lauda
- 1957: Franz Wallack
- 1958: Paul Gelmo, Curt Kollbrunner
- 1959: Franz Klinger, Ottokar Solvey-Stern
- 1961: Ernst Ammann, Rudolf Gallois, Othmar Ruthner, Hugo Schedlbauer
- 1964: Raimund Gehart, Otto Reichert, Franz Jonas
- 1965: Heinrich Baumgartner, Karl Lakowitsch, Karl Lego, Rudolf Sallinger, Max Skalicky
- 1967: Heinrich Sequenz
- 1968: Wallace James Hackett, Wilhelm Schmidts
- 1969: Ludwig Weiß
- 1970: Karl Rabus
- 1971: Heinrich Sponder, Adolf Kretschmer
- 1972: Walter Hitzinger, Rudolf Koller, Vinzenz Kotzina, Friedrich C. Rüger
- 1973: Hans Hecke
- 1975: Friedrich Mitschke

### Technische Universität Wien (seit 1. Oktober 1975)
- 1976: Artur Doppelmayr, Fritz Ehrhart, Rupert Hatschek, Martin Hilti, Otto Mitterer, Josef Moser, Louise Piëch, Walter Zumtobel
- 1977: Ferdinand Eidherr, Martina Hörbiger, Karl Vockenhuber
- 1978: Karl Dittrich, Hans-Joachim Lippmann, Hellmuth Swietelsky
- 1979: Fritz Mayer
- 1980: Walter Holzer, Walter Wolfsberger
- 1983: Hugo Durst, Herbert Margaretha, Friedrich Pass
- 1984: Rolf Hasenclever, Hans Igler
- 1985: Norbert Kraus
- 1986: Josef Bandion, Leopold Gratz, Herta Haider, Julius Widtmann
- 1987: Josef Bertsch, Leopold Helbich, Friedrich Smola
- 1988: Richard Felsinger, Josef Schwabl
- 1989: Herbert Schädel, Johann Hrabak
- 1990: Helmut Wasshuber, Karl Glockenstein, Hans Hiesmayr, Robert Krapfenbauer, Johannes Künzl, Hans Zehethofer, Friedrich Fellerer, Norbert Haiden, Josef Letmaier, Peter H. Quester, Leopold Bauer, Hans Dieter Jarnik, Heinz Kessler, Rudolf Klier, Gert Riesenfelder, Guido Schmidt-Chiari, Eduard Harald Schrack, Siegfried Sellitsch, Wolfgang Unger, Karel Vuursteen, Adolf Wala, Alfred Mosbeck
- 1992: Kurt Hlaweniczka, Hans Mayr, Walter Tauscher, Georg Schwarz, Günther Jungk
- 1993: Friedrich Grassi, Walter Hajek, Kurt Smolka, Josef Wawrosch
- 1995: Robert Nemling, Sven Berlage, Alfred Lechner
- 1996: Richard Schenz, Werner Kasztler
- 1998: Alfred Freunschlag, Walter Nettig, Ernst Appel
- 2001: Rozsenich Norbert
- 2002: Monika Fehrer, Wolfgang Stalzer, Siegfried Wolf
- 2003: Hans-Peter Haberland
- 2003: Günther Schön
- 2004: Karl Pulz
- 2005: Christian Stiglitz, Alfred Tomek
- 2006: Hubert Christian Ehalt, Max Turnauer
- 2008: Diether S. Hoppe
- 2009: Franz Wojda, Peter Kubalek
- 2014: Ferdinand Piëch
- 2015: Hannes Androsch, Christiana Hörbiger, Harald Meixner, Manfred Nehrer
- 2016: Hans Peter Lenz
- 2019: Ronny Pecik